# Световна организация за здраве на животните
Световната организация за здраве на животните (СОЗЖ) е междуправителствена организация за подобряване на здравето на животните по цял свят.
Организацията е основана под името Международно бюро по епизоотии (на френски: Office International des Epizooties - OIE) в Париж на 25 януари 1924 г. Сегашното си име носи от 2003 г., но запазва употребата на оригиналния акроним (OIE). България е сред 28-те страни учредителки. С царски указ № 21 от 20 април 1926 г. се обявява, че XXI обикновено народно събрание е приело решение за одобряване на приетото в Париж решение за създаване на OIE. В организацията членуват 178 държави към 2013 г.
Основите функции на OIE са:
- да разработва принципи и методи за профилактика на заразните болести с международно значение
- да следи епизоотичната обстановка по света и да информира своите членки
- ветеринарно-санитарните мерки при търговията с животни
- диагностични методи

OIE събира информация за епизоотологичната обстановка на територията на страните членки. Организацията е създала списъци със заболявания, които подлежат на задължително обявяване от страните членки и съобразно това се вземат конкретни мерки за тяхното ограничаване, ограничаване на търговията, вноса, износа и транзита на животни. В списък А на OIE са включени заразни заболявания, които протичат остро, включително зоонози. В списък Б на OIE са включени паразитни и хронично протичащи заболявания. При възникване на заболявания от списък А държавата, на чиято територия е възникнало заболяването, е длъжна да изпрати до 24 часа информация до OIE, като за целта се попълва формуляр тип SR-1.